# Ołeksandr Łypowy
Ołeksandr Wołodymyrowycz Łypowy (ukr. Олександр Володимирович Липовий; ur. 9 października 1991 w Charkowie) – ukraiński koszykarz, reprezentant kraju, występujący na pozycjach rzucającego obrońcy lub niskiego skrzydłowego, obecnie zawodnik Telekom Baskets Bonn.

## Osiągnięcia
Stan na 16 kwietnia 2022, na podstawie, o ile nie zaznaczono inaczej.

### Drużynowe
- Mistrz Ukrainy (2012, 2021)
- Wicemistrz:
  - Grecji (2019)
  - Ukrainy (2011)
  - Serbii (2014)
  - ukraińskiej ligi – Supeliha Favorite Sport (2016 – istniały wtedy dwie równorzędne ligi)
- Brązowy medalista:
  - ligi VTB (2009)
  - mistrzostw Ukrainy (2015)
- Zdobywca:
  - Pucharu Ukrainy (2015)
  - Superpucharu:
    - Grecji (2020)
    - Ukrainy (2022)
- Finalista pucharu:
  - Ukrainy (2009, 2010, 2014)
  - Grecji (2020)
- Uczestnik międzynarodowych rozgrywek EuroChallenge (2008–2011)

### Indywidualne
- Uczestnik Adidas Eurocampu (2012, 2013)

### Reprezentacja
Seniorska
- Uczestnik:
  - mistrzostw:
    - świata (2014 – 18. miejsce)
    - Europy (2011 – 17. miejsce, 2013 – 6. miejsce, 2015 – 22. miejsce, 2017 – 15. miejsce)

  - kwalifikacji:
    - europejskich do mistrzostw świata (2017 – 16. miejsce, 2021)
    - do Eurobasketu (2012, 106, 2020)

Młodzieżowe
- Uczestnik mistrzostw Europy:
  - U–20 (2010 – 8. miejsce, 2011 – 10. miejsce)
  - U–18 (2008 – 12. miejsce, 2009 – 14. miejsce)
  - U–16 (2007 – 10. miejsce)